# Église Saint-Nicolas de Bazainville
L'église Saint-Nicolas (ou église Saint-Georges-Saint Nicolas) est un édifice religieux catholique du XIe siècle situé sur la commune de Bazainville dans les Yvelines en France.

## Historique
L'église Saint-Nicolas est inscrite comme monument historique depuis 1926.
En 2023, l'église est fermée car fortement endommagée et nécessite de nombreuses restaurations.